# USS LST-538
O USS LST-538 foi um navio de guerra norte-americano da classe LST que operou durante a Segunda Guerra Mundial.